# Мируше (Билећа)
Мируше су насељено мјесто у општини Билећа, Република Српска, БиХ. Према попису становништва из 1991. у насељу је живјело 4 становника. На попису становништва 2013. године, према подацима Агенције за статистику Босне и Херцеговине пописано је 0 становника.

## Географија
Мируше је село које се налази на 7 км од места Билећа у Источној Херцеговини.

## Историја
Становништво је расељено 1965/66. године, када је прављена акумулација за хидроцентралу. Велики број породица се одселио у Србију (Београд, Зрењанин, Чачак, Ужице, Златибор, Ивањицу итд).

## Становништво
| Националност       | 1991. | 1981. | 1971. | 1961. |
| Срби               | 4     | 6     |       |       |
| остали и непознато |       |       |       |       |
| Укупно             | 4     | 6     | '     | '     |

| Демографија | Демографија | Демографија |
| Година      | Становника  | Становника  |
| ----------- | ----------- | ----------- |
| 1948.       | 346         |             |
| 1953.       | 353         |             |
| 1961.       | 328         |             |
| 1971.       | 20          |             |
| 1981.       | 6           |             |
| 1991.       | 4           |             |